# Pseudicius okinawaensis
Pseudicius okinawaensis är en spindelart som beskrevs av Prószynski 1992. Pseudicius okinawaensis ingår i släktet Pseudicius och familjen hoppspindlar. Inga underarter finns listade i Catalogue of Life.